# كيم جين سو
كيم جين سو (13 يونيو 1992 جونجو كوريا الجنوبية - ) هو لاعب كرة قدم كوري جنوبي، شارك في دورة الألعاب الآسيوية 2014 يلعب حالياً في جونبك هيونداي موتورز.

## وصلات خارجية
كيم جين سو على موقع الاتحاد الدولي (مؤرشف)  (الإنجليزية)
- كيم جين سو على موقع رابطة كرة القدم اليابانية للمحترفين (اليابانية)
- كيم جين سو على موقع دوري كوريا الجنوبية (الإنجليزية)
- كيم جين سو على موقع قاعدة بيانات كرة القدم.إي يو (الإنجليزية)
- كيم جين سو على موقع ناشيونال فوتبول تيمز (الإنجليزية)
- كيم جين سو على موقع Soccerway.com (الإنجليزية)
- كيم جين سو على موقع عالم كرة القدم.نت (الإنجليزية)
- كيم جين سو على موقع AS.com (الإسبانية)

قالب:تشكيلة كوريا في كأس آسيا 2015